# Tyrrell 012
Chronologie des modèles (1983, 1984, 1985)
Tyrrell 011 Tyrrell 014
La Tyrrell 012 est une monoplace de Formule 1 engagée par l'écurie britannique Tyrrell Racing entre 1983, au Grand Prix d'Autriche, et 1985. En 1983, elle est pilotée par l'Italien Michele Alboreto et l'Américain Danny Sullivan. En 1984 et 1985, elle est pilotée successivement par le Britannique Martin Brundle, le Suédois Stefan Johansson, l'Allemand Stefan Bellof et le Néo-Zélandais Mike Thackwell.
La Tyrrell 012 est chaussée de pneumatiques Goodyear et propulsée par un moteur V8 atmosphérique Ford-Cosworth DFY.

## Résultats en championnat du monde de Formule 1
| Saison | Écurie                      | Moteur               | Pneus    | Pilotes          | Courses | Courses | Courses | Courses | Courses | Courses | Courses | Courses | Courses | Courses | Courses | Courses | Courses | Courses | Courses | Courses | Points inscrits | Classement |
| Saison | Écurie                      | Moteur               | Pneus    | Pilotes          | 1       | 2       | 3       | 4       | 5       | 6       | 7       | 8       | 9       | 10      | 11      | 12      | 13      | 14      | 15      | 16      | Points inscrits | Classement |
| ------ | --------------------------- | -------------------- | -------- | ---------------- | ------- | ------- | ------- | ------- | ------- | ------- | ------- | ------- | ------- | ------- | ------- | ------- | ------- | ------- | ------- | ------- | --------------- | ---------- |
| 1983   | Benetton Team Tyrrell       | Ford-Cosworth DFY V8 | Goodyear |                  | BRÉ     | EUO     | FRA     | SMR     | MON     | BEL     | EUE     | CAN     | GBR     | ALL     | AUT     | P-B     | ITA     | EUR     | AFS     |         | 12*             | 7e         |
| 1983   | Benetton Team Tyrrell       | Ford-Cosworth DFY V8 | Goodyear | Michele Alboreto |         |         |         |         |         |         |         |         |         |         | Abd.    | 6e      | Abd.    | Abd.    | Abd.    |         | 12*             | 7e         |
| 1983   | Benetton Team Tyrrell       | Ford-Cosworth DFY V8 | Goodyear | Danny Sullivan   |         |         |         |         |         |         |         |         |         |         |         |         |         | Abd.    | 7e      |         | 12*             | 7e         |
| 1984   | Tyrrell Racing Organisation | Ford-Cosworth DFY V8 | Goodyear |                  | BRÉ     | AFS     | BEL     | SMR     | FRA     | MON     | CAN     | DET     | DAL     | GBR     | ALL     | AUT     | P-B     | ITA     | EUR     | POR     | 0               | Exclue     |
| 1984   | Tyrrell Racing Organisation | Ford-Cosworth DFY V8 | Goodyear | Martin Brundle   | Exc.    | Exc.    | Exc.    | Exc.    | Exc.    | Exc.    | Exc.    | Exc.    | Exc.    |         |         |         |         |         |         |         | 0               | Exclue     |
| 1984   | Tyrrell Racing Organisation | Ford-Cosworth DFY V8 | Goodyear | Stefan Johansson |         |         |         |         |         |         |         |         |         | Exc.    | Exc.    | Exc.    | Exc.    | Exc.    | Exc.    | Exc.    | 0               | Exclue     |
| 1984   | Tyrrell Racing Organisation | Ford-Cosworth DFY V8 | Goodyear | Stefan Bellof    | Exc.    | Exc.    | Exc.    | Exc.    | Exc.    | Exc.    | Exc.    | Exc.    | Exc.    | Exc.    |         | Exc.    | Exc.    | Exc.    | Exc.    | Exc.    | 0               | Exclue     |
| 1984   | Tyrrell Racing Organisation | Ford-Cosworth DFY V8 | Goodyear | Mike Thackwell   |         |         |         |         |         |         |         |         |         |         | Exc.    |         |         |         |         |         | 0               | Exclue     |
| 1985   | Tyrrell Racing Organisation | Ford-Cosworth DFY V8 | Goodyear |                  | BRÉ     | POR     | SMR     | MON     | CAN     | DET     | FRA     | GBR     | ALL     | AUT     | P-B     | ITA     | BEL     | EUR     | AFS     | AUS     | 4               | 9e         |
| 1985   | Tyrrell Racing Organisation | Ford-Cosworth DFY V8 | Goodyear | Martin Brundle   | 8e      | Abd.    | 9e      | 10e     | 12e     | Abd.    |         |         | 10e     | Nq      |         |         |         |         |         |         | 4               | 9e         |
| 1985   | Tyrrell Racing Organisation | Ford-Cosworth DFY V8 | Goodyear | Stefan Johansson | 7e      |         |         |         |         |         |         |         |         |         |         |         |         |         |         |         | 4               | 9e         |
| 1985   | Tyrrell Racing Organisation | Ford-Cosworth DFY V8 | Goodyear | Stefan Bellof    |         | 6e      | Abd.    | Nq      | 11e     | 4e      | 13e     | 11e     |         |         |         |         |         |         |         |         | 4               | 9e         |

Légende : ici 

* 11 points marqués avec la Tyrrell 011 en 1983.